# Donny van de Beek
Donny van de Beek (Nijkerkerveen, 1997. április 18. –) holland labdarúgó, a spanyol Girona játékosa.
2008-ban igazolt az Ajax akadémiájára. 2015-ben a skót Celtic csapata ellen mutatkozott be az Európa-ligában. 2016 novemberében a hét csapatába is bekerült a sorozatban. Pályára lépett a Manchester United ellen elveszített 2017-es Európa-liga-döntőben. A 2017-18-as szezonban stabil kezdő lett az első csapatban. 2019. május 5-én kezdőként lépett pályára a Holland Kupa döntőjében, ahol győzelmet ünnepelhetett a Willem II elleni mérkőzés után a Feijenoord Stadionban.
2017. november 14-én mutatkozott be Hollandia felnőtt nemzeti válogatottjában Románia ellen.

## Magánélet
André és Gerdina van de Beek gyermekeként született. Édesapjától örökölte a labdarúgás iránti szeretetét, aki már ötéves korában elvitte az Ajax stadionjába. Donny öccse Rody szintén labdarúgó a Veensche Boys játékosa.

## Pályafutása

### Klubcsapatokban

#### Fiatalkora
Gyermekként a helyi Veensche Boys akadémiáján kezdett el komolyabban a labdarúgással ismerkedni, ahol az édesapja André is játszott.

#### Ajax

##### Utánpótlás csapatokban
2008-ban igazolt az Ajax akadémiájára. 2014 augusztusában csatlakozott az Ajax ifjúsági csapatához, hároméves szerződést írt alá és a D-csapathoz került. Az utánpótlás szuperkupa-győztes A1-es csapat tagja volt a Feyenoord A1-es csapata ellen.
2015. január 25-én kezdőként mutatkozott be a Jong Ajax csapatában a Sparta Rotterdam otthonában, a találkozót végül a rotterdami csapat 6–0-ra nyerte meg. Két év alatt harmincötször lépett pályára és nyolc gólt szerzett, mielőtt végleg felkerült az első csapatba.

##### A felnőtt csapatban
2015 márciusában Frank de Boer hívta fel a felnőttek közé.
Március 22-én az ADO Den Haag elleni 1–0-ra megnyert hazai bajnoki mérkőzésen kerettag volt. 2014–15-ös szezonban megkapta az Ajax – A jövő tehetsége díjat. Novemberben a skót Celtic elleni Európa-liga mérkőzésre a keretbe nevezték. November 26-án mutatkozott be a sorozatban a 2–1-re megnyert mérkőzés 70. percében Lasse Schöne cseréjeként. Három nappal később a PEC Zwolle csapata elleni idegenbeli bajnoki mérkőzésen kezdőként mutatkozott be a holland első osztályában, az Ajax 2–1-re megnyerte a mérkőzést. 2015. december 15-én megszerezte az első gólját az Ajax felnőtt csapatában az Európa-ligában a norvég Molde FK elleni 1–1-re végződött hazai mérkőzésen.
2016-ban Peter Bosz, a csapat új edzője két okból nevezte a Bajnokok Ligájába az Ajax keretébe a görög PAÓK csapat elleni mérkőzésre: egyrészt az új szezon előtt az ausztriai felkészülési mérkőzéseken Van de Beek mutatott játéka lenyűgözte Boszt, másrészt Riechedly Bazoer sérült volt Nemanja Gudelj pedig eltiltását töltötte. Július 26-án a PAÓK csapat elleni hazai 1–1-es döntetlen mérkőzésen mutatkozott be a Bajnokok Ligájában. 2017. május 24-én az Európa-liga Stockholmban rendezett döntőjében a mérkőzés 70. percében Lasse Schöne cseréjeként lépett pályára a Friends Arenában, melyet 2–0-ra elveszített az Ajax a Manchester Uniteddel szemben.
2017. július 26-án és augusztus 2-án a francia Nice elleni mérkőzéseken megszerezte első és második gólját a Bajnokok Ligájában.
A Bajnokok Ligája rájátszás első mérkőzésén, 2018. augusztus 22-én az Ajax az ukrán FK Dinamo Kijiv elleni hazai találkozóján kezdőként lépett pályára. Az Ajax az ő góljával a második percben megszerezte a vezetést, a mérkőzés pedig 3–1-es győzelmükkel zárult. Szeptember 19-én a Bajnokok Ligája csoportmérkőzésen a görög AÉK elleni hazai mérkőzés 62. percében Klaas-Jan Huntelaar cseréjeként lépett pályára, a 77. percben gólt szerzett, végül az Ajax 3–0-ra győzött. 2019. április 16-án a Juventus elleni idegenbeli Bajnokok Ligája negyeddöntőjében kezdőként lépett pályára és a 34. percben az ő góljával egyenlített a csapata, majd a mérkőzést megnyerve tovább is jutott. Április 30-án a Bajnokok Ligájában a Tottenham elleni elődöntő idegenbeli első mérkőzés 15. percében gólt szerzett, ezzel az Ajax 1–0-s előnnyel vághatott neki a visszavágónak. Május 5-én kezdőként lépett pályára a rotterdami Holland Kupa döntőben a Willem II ellen a Feijenoord Stadionban. A 4–0-s győzelmet követően először lett kupagyőztes a csapattal. A 2019–2020-as szezonban huszonhárom bajnoki mérkőzésen lépett pályára és nyolc gólt szerzett.

#### Manchester United

##### 2020–2022
2020. szeptember 2-án ötéves szerződést írta alá a Manchester Uniteddel 39 millió font vételárért. Úgy döntött, hogy a 34-es számú mezben fog játszani tisztelegve korábbi csapattársa Abdelhak Nouri előtt, aki 2017-ben egy Werder Bremen elleni barátságos mérkőzésen összeomlott és kómába esett aki azóta magához tért és otthon rehabilitálják. Szeptember 12-én az Aston Villa elleni barátságos mérkőzésen debütált új klubjában és végig játszotta a mérkőzést. Egy héttel később a Premier League-bajnokságának nyitányán a Crystal Palace vendégeként megszerezte az első gólját, melyet végül 3–1 arányban a csapata elveszített.

##### Kölcsön az Evertonban
2022 januárjában fél évre kölcsön adták az Everton csapatába. Első hat lehetséges mérkőzésből ötször volt kezdő, de ezt követően folytonos combsérülések miatt már csak egyszer tudott pályára lépni, mikor gólt szerzett az Arsenal ellen.

##### 2022–2024: Visszatérés Manchesterbe és kölcsön Frankfurtban
2023 januárjában csapata bejelentette, hogy Van de Beek térdsérülés miatt ki fogja hagyni a szezon hátralévő részét. 2023. július 18-án tért vissza a pályára, mikor csapata a Lyon ellen játszott egy barátságos mérkőzésen Skóciában. Van de Beek szerezte a mérkőzés egyetlen gólját, Dan Gore beadása után.
2024. január 1-én a United bejelentette, hogy a játékos a német Eintracht Frankfurthoz igazol a szezon végéig, kölcsönben.

##### 2024–: Girona
2024. július 11-én a spanyol élvonalbeli Girona szerződtette 500 000 euró ellenében, amely összeg később bizonyos feltételek teljesülése esetén 9,1 millió euróra is emelkedhet.

### A válogatottban
2013. szeptember 11-én Németország ellen mutatkozott be Hollandia U17-es válogatottjában. 2014. március 25-én megszerezte az első gólját a nemzeti utánpótlás csapatban Franciaország ellen.
2014. szeptember 5-én Németország elleni barátságos, 3–2-re elvesztett találkozón mutatkozott be Hollandia U19-es válogatottjában. Október 9-én a U19-es Európa-bajnokság selejtezőjében Andorra elleni 7-0-ra megnyert találkozón szerezte meg az első és második gólját az utánpótlás válogatottban.
2016. szeptember 1-jén Csehország elleni barátságos, 4–1-re megnyert találkozón mutatkozott be Hollandia U20-as válogatottjában.
2017. november 14-én Románia elleni barátságos mérkőzésen mutatkozott be a felnőtt válogatottban, melyet végül Hollandia nyert meg 3–0-ra.
Frank de Boer 2021 júniusában beválogatta az Európa-bajnokságra nevezett keretbe, azonban sérülés miatt nem vehetett részt a kontinenstornán.

## Sikerei, díjai

### Klub
Ajax
- Eredivisie – bajnok: 2018–19
- Eredivisie – második: 2014–15, 2015–16, 2016–17, 2017–18
- KNVB kupagyőztes (1): 2018–19[46]
- Európa-liga – döntős: 2016–17

Manchester United
- Angol ligakupa: 2022–2023

### A válogatottban
Hollandia U17
- U17-es Európa-bajnokság – döntős: 2014

### Egyéni
- Ajax – A jövő tehetsége: 2014–15

## Játékos statisztikái

### Klubokban
Legutóbb frissítve: 2024. április 27-én
| Klub                             | Szezon         | Liga           | Liga | Liga  | Nemzeti kupa | Nemzeti kupa | Ligakupa | Ligakupa | Nemzetközi | Nemzetközi | Egyéb | Egyéb | Összesen | Összesen |
| Klub                             | Szezon         | Bajnokság      | M.   | Gólok | M.           | Gólok        | M.       | Gólok    | M.         | Gólok      | M.    | Gólok | M.       | Gólok    |
| -------------------------------- | -------------- | -------------- | ---- | ----- | ------------ | ------------ | -------- | -------- | ---------- | ---------- | ----- | ----- | -------- | -------- |
| Jong Ajax                        | 2014–15        | Eerste Divisie | 6    | 0     | —            | —            | —        | —        | —          | —          | —     | —     | 6        | 0        |
| Jong Ajax                        | 2015–16        | Eerste Divisie | 13   | 2     | —            | —            | —        | —        | —          | —          | —     | —     | 13       | 2        |
| Jong Ajax                        | 2016–17        | Eerste Divisie | 16   | 6     | —            | —            | —        | —        | —          | —          | —     | —     | 16       | 6        |
| Jong Ajax                        | Összesen       | Összesen       | 35   | 8     | 0            | 0            | 0        | 0        | 0          | 0          | 0     | 0     | 35       | 8        |
| Ajax                             | 2015–16        | Eredivisie     | 8    | 0     | 0            | 0            | —        | —        | 2          | 1          | —     | —     | 10       | 1        |
| Ajax                             | 2016–17)       | Eredivisie     | 19   | 0     | 2            | 0            | —        | —        | 11         | 0          | —     | —     | 32       | 0        |
| Ajax                             | 2017–18        | Eredivisie     | 34   | 11    | 1            | 0            | —        | —        | 4          | 2          | —     | —     | 39       | 13       |
| Ajax                             | 2018–19        | Eredivisie     | 34   | 9     | 5            | 4            | —        | —        | 18         | 4          | —     | —     | 57       | 17       |
| Ajax                             | 2019–20        | Eredivisie     | 23   | 8     | 3            | 0            | —        | —        | 10         | 2          | 1     | 0     | 37       | 10       |
| Ajax                             | Összesen       | Összesen       | 118  | 28    | 11           | 4            | 0        | 0        | 45         | 9          | 1     | 0     | 175      | 41       |
| Manchester United                | 2020–21        | Premier League | 19   | 1     | 4            | 0            | 4        | 0        | 9          | 0          | —     | —     | 36       | 1        |
| Manchester United                | 2021–22        | Premier League | 8    | 1     | 1            | 0            | 1        | 0        | 4          | 0          | —     | —     | 14       | 1        |
| Manchester United                | 2022–23        | Premier League | 7    | 0     | 0            | 0            | 1        | 0        | 2          | 0          | —     | —     | 10       | 0        |
| Manchester United                | 2023–24        | Premier League | 1    | 0     | 0            | 0            | 1        | 0        | 0          | 0          | —     | —     | 2        | 0        |
| Manchester United                | Összesen       | Összesen       | 35   | 2     | 5            | 0            | 7        | 0        | 15         | 0          | 0     | 0     | 62       | 2        |
| Everton (kölcsönben)             | 2021–22        | Premier League | 7    | 1     | 0            | 0            | —        | —        | —          | —          | —     | —     | 7        | 1        |
| Eintracht Frankfurt (kölcsönben) | 2023–24        | Bundesliga     | 8    | 0     | —            | —            | —        | —        | 0          | 0          | —     | —     | 8        | 0        |
| Teljes karrier                   | Teljes karrier | Teljes karrier | 203  | 39    | 16           | 4            | 7        | 0        | 60         | 9          | 1     | 0     | 287      | 52       |

1. 1 2  Pályára lépései az Európa-ligában
2. 1 2  Pályára lépései az Európa-ligában és a Bajnokok ligájában
3. ↑  Pályára lépései a Bajnokok ligájában
4. ↑  Tíz pályára lépése és két gólja a Bajnokok ligájában és két pályára lépese az Európa-ligában
5. ↑  Öt pályára lépése a Bajnokok ligájában és négy pályára lépese az Európa-ligában
6. ↑  Pályára lépései a Bajnokok ligájában

### A válogatottban
Legutóbb frissítve: 2021. november 6-án
| Hollandia | Hollandia       | Hollandia |
| Év        | Pályára lépései | Gólok     |
| --------- | --------------- | --------- |
| 2017      | 1               | 0         |
| 2018      | 4               | 0         |
| 2019      | 5               | 0         |
| 2020      | 7               | 2         |
| 2021      | 2               | 1         |
| Összesen  | 19              | 3         |

#### Gólok
| Gól | Dátum              | Helyszín                                             | Vál. | Ellenfél      | Eredmény | Végeredmény | Torna                                 | For.   |
| --- | ------------------ | ---------------------------------------------------- | ---- | ------------- | -------- | ----------- | ------------------------------------- | ------ |
| 1.  | 2020. október 14.  | Stadio Atleti Azzurri d'Italia, Bergamo, Olaszország | 14   | Olaszország   | 1–1      | 1–1         | 2020–21 UEFA Nemzetek Ligája (A liga) | [ 47 ] |
| 2.  | 2020. november 11. | Johan Cruyff Arena, Amszterdam, Hollandia            | 15   | Spanyolország | 1–1      | 1–1         | Barátságos mérkőzés                   | [ 48 ] |
| 3.  | 2021. március 30.  | Victoria Stadion, Gibraltár                          | 19   | Gibraltár     | 6–0      | 7–0         | 2022-es világbajnoki selejtező        | [ 49 ] |

## Fordítás
- Ez a szócikk részben vagy egészben  a   Donny van de Beek című angol Wikipédia-szócikk fordításán alapul.  Az eredeti cikk szerkesztőit annak laptörténete sorolja fel. Ez a jelzés csupán a megfogalmazás eredetét és a szerzői jogokat jelzi, nem szolgál a cikkben szereplő információk forrásmegjelöléseként.